# Bandar Jomeiny
Bandar Jomeiny o Bandar Imán Jomeini (persa, بندرامام خمینی) es una ciudad portuaria en la provincia iraní de Juzestán. Antes de la Revolución Islámica de 1979 se llamada Bandar Shahpur (Bandar Šāhpur). Recibió este nuevo nombre por el ayatolá Ruhollah Jomeini. La ciudad es sede del equipo de baloncesto Petrochimi Bandar Imam, que juega en la Super Liga Iraní.

## Historia del puerto
El puerto se ubica en el término del ferrocarril transiranio que une el golfo Pérsico con Teherán y el mar Caspio. Durante la Segunda Guerra Mundial tenía solamente un embarcadero, dos amarraderos de embarque, un término de vía férrea y almacenes, y un asentamiento civil a algunos kilómetros de distancia. El puerto estuvo inicialmente en manos alemanas e italianas, pero fue tomada por asalto el 25 de agosto de 1941 por una fuerza combinada británica e india apoyada por la Royal Navy. De ahí en adelante, fue administrado por el 482º batallón de puerto del Ejército estadounidense y sirvió como un trascendental punto de abastecimiento para la ayuda militar aliada a la URSS. Las instalaciones del puerto se usaron también para guardar temporalmente y reparar naves mercantes y militares. Tres amarraderos adicionales se construyeron durante la guerra.

## Actividad portuaria
El puerto de Bandar Imán es un punto de trasbordo de contenedores de una nave a otra, carga a granel y general, con acceso exclusivo a las instalaciones manejadas por Iran Shipping Lines (IRISL). En 2005 el gobierno iraní propuso embarques directos de contenedores entre el puerto y Europa Occidental, pero las negociaciones con las líneas de transporte marítimo para instalaciones portuarias dedicadas y acceso no han concluido. 
El puerto tiene siete terminales con 40 amarraderos de alrededor de 6500 metros de frente.
| Tipo                       | Amarraderos | Profundidad (m) | Longitud del muelle (m) |
| -------------------------- | ----------- | --------------- | ----------------------- |
| Cargamento general         | 29          | 12              | 3512                    |
| Contenedores               | 5           | 11              | 1051                    |
| Silos de grano             | 2           | 12              | 560                     |
| Barcazas                   | 1           | 6               | 842                     |
| Golfo                      | 1           | 5               | 307                     |
| Trans Terminal             | 1           | 4               | 75                      |
| Mineral ferroso (descarga) | 1           | 15              | 220                     |

Las terminales tienen el apoyo de almacenes con una capacidad de 171 000 m² y áreas de almacenamiento abiertas con una superficie de 10,9 km².